# Pachyserica himalayensis
Pachyserica himalayensis är en skalbaggsart som beskrevs av Ahrens 2004. Pachyserica himalayensis ingår i släktet Pachyserica och familjen Melolonthidae. Inga underarter finns listade i Catalogue of Life.